# Lars Hörmander
Lars Hörmander (24 de enero de 1931 - 25 de noviembre de 2012) fue un matemático sueco, conocido por sus contribuciones a la teoría de  ecuaciones en derivadas parciales y la teoría de operadores pseudodiferenciales. 
Recibió la Medalla Fields en 1962 y el Premio Wolf en 1988. Está asociado con la Universidad de Lund, donde completó su Ph.D. en 1955. Fue profesor en esa universidad desde 1968 hasta su retiro como profesor emérito en 1996. Antes había trabajado en diversas universidades: en la de Estocolmo, en Stanford y en el Instituto de Estudios Avanzados de Princeton.
- Datos: Q333941
- Multimedia: Lars Hörmander / Q333941